# Federación Internacional de Baloncesto
La Federación Internacional de Baloncesto ([Fédération Internationale de Basket-ball, o International Basketball Federation FIBA) es el organismo que se dedica a regular las normas del baloncesto mundialmente, así como de celebrar periódicamente competiciones y eventos en sus dos disciplinas.
Fue fundada en 1932 y tiene su sede actual en Mies (Suiza). Cuenta con la afiliación de 212 federaciones o asociaciones nacionales, divididas a su vez en 5 federaciones continentales, que son: África, América, Asia, Europa y Oceanía. El Catarí Sheikh Saud Bin Ali Al-Thani es el presidente de la FIBA desde 2023.

## Eventos
La FIBA tiene como misión organizar y coordinar numerosas competiciones de baloncesto a nivel internacional en categorías masculina y femenina,entre las que destacan:
- Torneo de baloncesto en los Juegos Olímpicos
- Copa Mundial de Baloncesto masculino y femenino
- Campeonato Mundial de Baloncesto Sub-19
- Campeonato Mundial de Baloncesto Sub-17

## Historia

### 1932-49; fundación y primeros años
La asociación se fundó en Ginebra en 1932, dos años después de que el COI reconociera oficialmente este deporte. Antes de 1934, el baloncesto estaba bajo el paraguas de la Federación Internacional de Balonmano Amateur. Su nombre original era Fédération Internationale de basket-ball amateur. Las ocho federaciones nacionales de baloncesto que fueron miembros fundadores de la FIBA fueron: Federación Argentina de Baloncesto, Federación Checoslovaca de Baloncesto, Federación Griega de Baloncesto, Federación Italiana de Baloncesto, Federación Letona de Baloncesto, Federación Portuguesa de Baloncesto, Federación Rumana de Baloncesto y Federación Suiza de Baloncesto. Durante los Juegos Olímpicos de Verano de 1936 celebrados en Berlín, la Federación nombró Presidente de Honor a James Naismith (1861-1939), fundador del baloncesto.

### 1950-2019; desarrollo
La FIBA ha organizado un Campeonato del Mundo, en la actualidad conocido como Copa del Mundo, masculino desde 1950 y un Campeonato del Mundo femenino, ahora conocido como Copa del Mundo femenina, desde 1953. Desde 1986 hasta 2014, ambos eventos se celebraron cada cuatro años, alternando con los Juegos Olímpicos. La Copa del Mundo masculina pasó a un nuevo ciclo de cuatro años, con torneos el año anterior a los Juegos Olímpicos de Verano, a partir de 2014.
La sede de la Federación se trasladó a Múnich en 1956, y volvió a Ginebra en 2002. En 1991, fundó el Salón de la Fama de la FIBA; la primera ceremonia de ingreso se celebró el 12 de septiembre de 2007, durante el EuroBasket 2007. Durante su 81.er aniversario, en 2013, la FIBA se trasladó a su nueva sede, "La Casa del Baloncesto", en Mies. Andreas Zagklis se convirtió en el Secretario General de la FIBA el 7 de diciembre de 2018.

### Desde 2020 hasta la actualidad; suspensiones de Rusia y Bielorrusia
En febrero de 2022, Rusia y Bielorrusia fueron suspendidas de las competiciones internacionales hasta nuevo aviso debido a la invasión de Ucrania por parte de Rusia, que también prohibió a ambos países albergar cualquier competición.

## Leyes y gobernanza

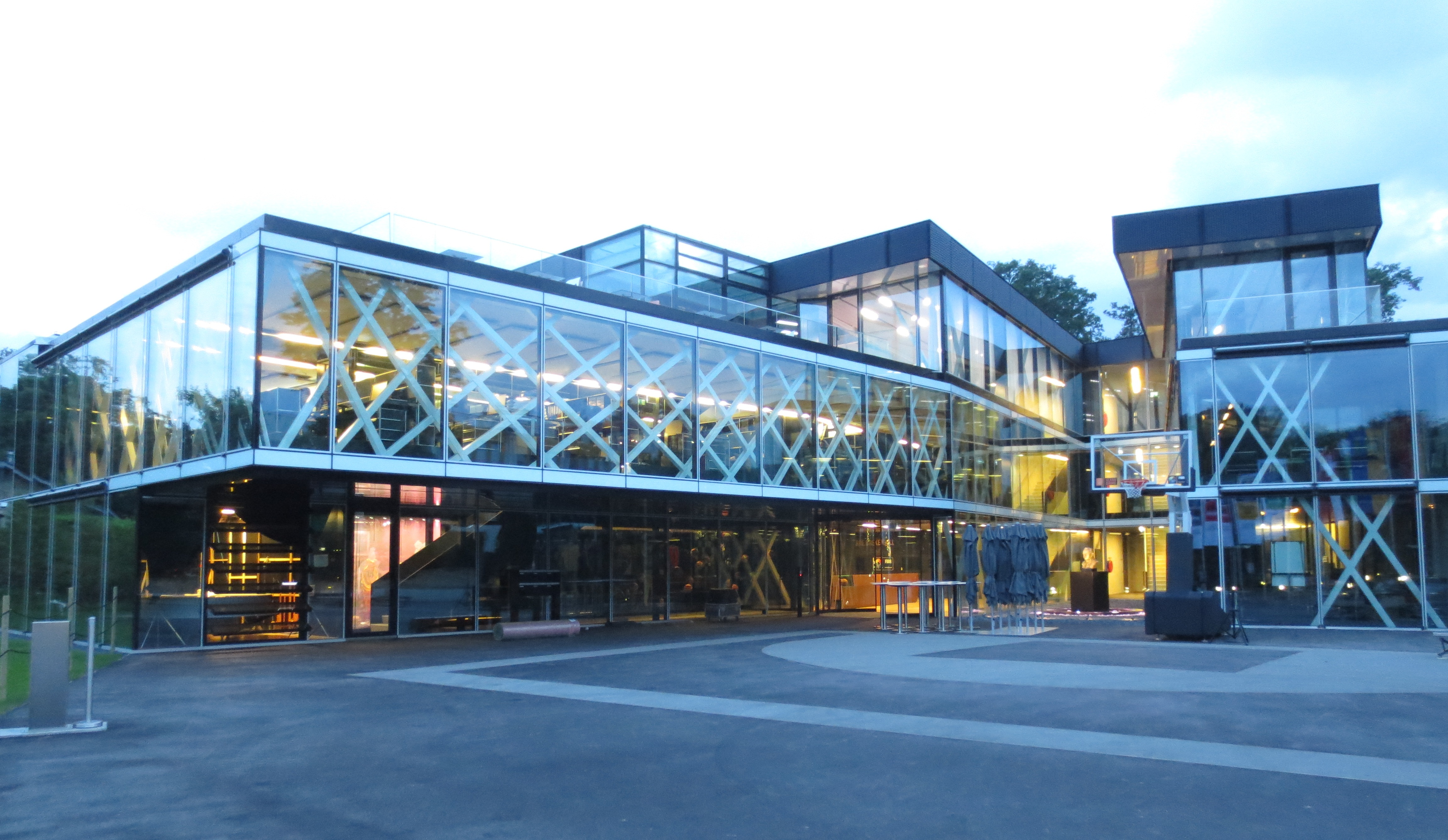
Sede central de FIBA en Mies.

La sede de la FIBA se encuentra en Mies, Suiza y se conoce como la Casa del Baloncesto Patrick Baumann, en honor al antiguo Secretario General de la organización.
El órgano supremo de la FIBA es el Congreso de la FIBA, una asamblea de representantes de cada federación nacional afiliada, cada uno de los cuales tiene un voto. El Congreso se reúne cada dos años, ya sea un congreso electivo o intermedio, y es el único órgano que puede introducir modificaciones en los Estatutos Generales de la FIBA. Un congreso electivo elige al Presidente de la FIBA, al Tesorero y a los miembros de la Junta Central de la FIBA, y nombra a los miembros de sus Paneles de Ética y Nominaciones. Desde 1989 se han celebrado dos congresos extraordinarios, el más reciente en 2014.
El Comité Central de la FIBA es el máximo órgano ejecutivo de la organización. Está compuesto por 29 personas: el presidente; el secretario general; el tesorero; 13 miembros elegidos por el Congreso de la FIBA; los 5 presidentes de cada zona FIBA; hasta seis miembros cooptados; un representante de la National Basketball Association y otro de los jugadores. La Junta es el órgano que decide qué países acogerán la Copa del Mundo de Baloncesto de la FIBA y la Copa del Mundo de Baloncesto Femenino de la FIBA. El Comité Central para el período 2023-2027 está compuesto por 27 miembros.
El presidente y el secretario general son los principales cargos de la FIBA y se encargan de su administración diaria. El Jeque Saud Ali Al Thani fue elegido presidente el 23 de agosto de 2023 en el Congreso de la FIBA. Andreas Zagklis fue nombrado secretario general el 8 de diciembre de 2018 tras el fallecimiento de Patrick Baumann.

## Organización
La estructura jerárquica de la federación está conformada por el presidente, el Comité Ejecutivo, el Consejo de Administración y diez Comisiones Técnicas.

### Presidentes
Sheikh Saud Bin Ali Al-Thani, presidente de FIBA Asia desde el año 2002, fue elegido por unanimidad como 14.º Presidente de la FIBA el 23 de agosto del 2023, durante el Congreso que tuvo lugar en Manila, Filipinas.
| N.º | Periodo       | Nombre                       | País           |
| --- | ------------- | ---------------------------- | -------------- |
| 1   | 1932-1948     | Léon Boufard                 | Suiza          |
| 2   | 1948-1960     | Willard N. Greim             | Estados Unidos |
| 3   | 1960-1968     | António do Reis Carneiros    | Brasil         |
| 4   | 1968-1976     | Abdel Moneim Wahby           | Egipto         |
| 5   | 1976-1984     | Gonzalo Puyat                | Filipinas      |
| 6   | 1984-1990     | Robert Busnel                | Francia        |
| 7   | 1990-1998     | George Killian               | Estados Unidos |
| 8   | 1998-2002     | Abdoulaye Seye Moreau        | Senegal        |
| 9   | 2002-2006     | Carl Men Ky Ching            | China          |
| 10  | 2006-2010     | Bob Elphinston               | Australia      |
| 11  | 2010-2014     | Yvan Mainini                 | Francia        |
| 12  | 2014-2019     | Horacio Muratore             | Argentina      |
| 13  | 2019-2023     | Hamane Niang                 | Mali           |
| 14  | 2023-presente | Sheikh Saud Bin Ali Al-Thani | Catar          |

### Secretarios Generales
| N.º | Periodo       | Nombre               | País                            |
| --- | ------------- | -------------------- | ------------------------------- |
| 1   | 1932–1976     | Renato William Jones | Reino Unido                     |
| 2   | 1976–2003     | Borislav Stanković   | Yugoslavia/ Serbia y Montenegro |
| 3   | 2003–2018     | Patrick Baumann      | Suiza                           |
| 4   | 2018–presente | Andreas Zagklis      | Grecia                          |

## Federaciones continentales
La FIBA cuenta con la afiliación de 212 federaciones nacionales repartidas en 5 federaciones continentales:

La FIBA se divide en 5 federaciones continentales: África, América, Asia, Europa y Oceanía.

| Nombre        | Sede                  | N.º fed. |
| ------------- | --------------------- | -------- |
| FIBA África   | El Cairo, Egipto      | 54       |
| FIBA Américas | Miami, Estados Unidos | 42       |
| FIBA Asia     | Kuala Lumpur, Malasia | 44       |
| FIBA Europa   | Múnich ( Alemania)    | 50       |
| FIBA Oceanía  | Toormina ( Australia) | 22       |

### Federaciones nacionales
| Países según su federación | Países según su federación | Países según su federación | Países según su federación | Países según su federación |
| FIBA África | FIBA Américas | FIBA Asia | FIBA Europa | FIBA Oceanía |
| --- | --- | --- | --- | --- |
| Argelia · Angola · Benín · Botsuana · Burkina Faso · Burundi · Cabo Verde · Camerún · Chad · Comoras · Costa de Marfil · Egipto · Eritrea · Eswatini · Etiopía · Gabón · Gambia · Ghana · Guinea · Guinea-Bisáu · Guinea Ecuatorial · Kenia · Lesoto · Liberia · Libia · Madagascar · Mali · Malaui · Marruecos · Mauritania · Mauricio · Mozambique · Namibia · Níger · Nigeria · República Centroafricana · República del Congo · República Democrática del Congo · Ruanda · Santo Tomé y Príncipe · Senegal · Seychelles · Sierra Leona · Somalia · Sudáfrica · Sudán · Sudán del Sur · Tanzania · Togo · Túnez · Uganda · Yibuti · Zambia · Zimbabue | Antigua y Barbuda · Argentina () · Aruba · Bahamas · Barbados · Belice · Bermudas · Bolivia · Brasil · Canadá · Chile () · Colombia · Costa Rica () · Cuba · Dominica · Ecuador · El Salvador · Estados Unidos ( Archivado el 19 de diciembre de 1996 en Wayback Machine.) · Granada · Guatemala · Guyana · Haití · Honduras · Islas Caimán · Islas Turcas y Caicos · Islas Vírgenes Británicas · Islas Vírgenes de los Estados Unidos · Jamaica · México () · Montserrat · Nicaragua () · Panamá () · Paraguay · Puerto Rico () · República Dominicana () · San Cristóbal y Nieves · San Vicente y las Granadinas · Santa Lucía · Surinam · Trinidad y Tobago · Uruguay · Venezuela · | Afganistán · Arabia Saudita · Baréin · Bangladés · Birmania · Bután · Brunéi · Camboya · Catar · China · China Taipéi · Corea del Norte · Corea del Sur · EAU · Filipinas · Hong Kong · India · Indonesia · Irán · Irak · Japón · Jordania · Kazajistán · Kuwait · Kirguistán · Laos · Líbano · Macao · Malasia · Maldivas · Mongolia · Nepal · Omán · Pakistán · Palestina · Singapur · Siria · Sri Lanka · Tailandia · Tayikistán · Turkmenistán · Uzbekistán · Vietnam · Yemen | Albania · Alemania · Andorra · Armenia · Austria · Azerbaiyán · Bélgica · Bielorrusia · Bosnia y Herzegovina · Bulgaria · Chipre · Croacia · Dinamarca · Eslovaquia · Eslovenia · España () · Estonia · Finlandia · Francia · Georgia · Gibraltar · Grecia · Hungría · Irlanda · Islandia · Israel · Italia · Kosovo · Letonia · Lituania · Luxemburgo · Macedonia del Norte · Malta · Moldavia · Mónaco · Montenegro · Noruega · Países Bajos · Polonia · Portugal · República Checa · Reino Unido · Rumania · Rusia · San Marino · Serbia · Suiza · Suecia · Turquía · Ucrania | Australia · Islas Cook · Islas Marianas del Norte · Islas Marshall · Isla Norfolk · Islas Salomón · Fiyi · Guam · Kiribati · Micronesia · Nauru · Nueva Caledonia · Nueva Zelanda · Palaos · Papúa Nueva Guinea · Polinesia Francesa · Samoa · Samoa Americana · Timor Oriental · Tonga · Tuvalu · Vanuatu |

## Torneos

### Competiciones masculinas
| Torneo                                  | Último torneo                           | Campeón vigente  |
| --------------------------------------- | --------------------------------------- | ---------------- |
| Copa Mundial de Baloncesto              | Filipinas, Japón e Indonesia 2023       | Alemania         |
| Torneo Olímpico de Baloncesto           | París 2024                              | Estados Unidos   |
| Torneo Preolímpico FIBA                 | Valencia, El Pireo, Riga, San Juan 2024 | Clasificados (4) |
| Campeonato Mundial de Baloncesto Sub-19 | Hungría 2023                            | España           |
| Campeonato Mundial de Baloncesto Sub-17 | Turquía 2024                            | Estados Unidos   |

### Competiciones femeninas
| Torneo                                           | Último torneo                      | Campeón vigente   |
| ------------------------------------------------ | ---------------------------------- | ----------------- |
| Copa Mundial de Baloncesto Femenino              | Australia 2022                     | Estados Unidos    |
| Torneo Olímpico de Baloncesto Femenino           | París 2024                         | Estados Unidos    |
| Torneo Preolímpico Femenino FIBA                 | Amberes, Belém, Xi'an, Sopron 2024 | Clasificados (10) |
| Campeonato Mundial de Baloncesto Femenino Sub-19 | España 2023                        | Estados Unidos    |
| Campeonato Mundial de Baloncesto Femenino Sub-17 | México 2024                        | Estados Unidos    |

### Clasificación mundial FIBA
LA FIBA elabora una clasificación tanto para selecciones masculinas como femeninas. La clasificación se utiliza para la Copa Mundial de Baloncesto FIBA. Estas listas no tienen en cuenta las plazas concedidas a los países por su condición de anfitriones o de región.

### Competiciones de clubes
| Torneo                     |               | Último torneo | Campeón vigente |
| Copa Intercontinental FIBA | Singapur 2024 | C.B. Málaga   |                 |